# Thoosidae
Thoosidae is een familie van sponsdieren uit de klasse van de Demospongiae (gewone sponzen). 

## Geslachten
- Alectona Carter, 1879
- Delectona de Laubenfels, 1936
- Neamphius de Laubenfels, 1953
- Thoosa Hancock, 1849